# 夏功权
夏功权（1919年9月17日—2008年10月18日），浙江省宁波人，中華民國空軍飛行員、外交官，第一任中华民国驻美代表。

## 生平
夏功權出生於上海，幼時移居北平，父逝後返滬定居，與寡母相依為命。就讀教會學校時，抗戰軍興，毅然投筆從戎就讀空軍官校第14期，輾轉加入空軍，數度轟炸敵陣，屢建戰功。後受命隨同司法行政部次長查良鑑赴美查辦毛邦初案。事後返國，復入空軍，出任第十二偵察中隊長，再調駐美空軍採勤小組服務。1960年轉入外交部，歷任美洲司幫辦、禮賓司長、駐紐西蘭大使、駐紐約總領事。

### 斷交後首任駐美代表
1979年1月1日美國與中華人民共和國政府建立外交關係，夏功權出任第一任中華民國駐美代表，為表達對美國政府的不滿，夏在任內只打全黑色的領帶做為無聲的抗議。

### 割腕抗議國民黨本土派事件
2001年中，中國國民黨第16屆全大會結束之後，緊接著中央評議委員會開始進行。夏功權以小刀割腕，要求國民黨當時的黨主席連戰開除李登輝前總統，這個舉動讓連戰很震驚，並安撫夏功權，不過夏功權並無大礙。另外他也提出如果要贏得西元2004年的總統大選，就必須要和親民黨與新黨合作，這就是夏功權的論點。

## 家庭
祖父夏启瑜晚清进士，父夏雨生。
夏功權母亲李辉，出自小港李家，是民国实业家李詠裳之女。李咏裳是实业家李善祥二哥，李善祥之女李又兰是张爱萍之妻。1996年4月，“乾坤亭”在宁波北仑区落成，夏携妻黄新平作为小港李家在台湾代表出席落成仪式，也是夏自1949年12月10日离开中国大陆阔别43年后首次访问大陆。
其妻黃新平，為前司法院長黃少谷之女、黃任中二姐。
夏有二男一女，长子夏涵宇，次子夏涵人，女夏怡。么女夏怡嫁給企業家崔湧。

## 經歷
- 中華民國駐紐西蘭全權大使（1968－1972年）
- 駐美國紐約總領事（大使銜，1973－1978年）
- 駐美代表處首任代表（1979－1981年）
- 中華民國駐烏拉圭全權大使（1981－1984年）

## 荣誉
- 大军官级秘鲁太阳勋章（1967年3月22日）[3]